# Cibernètica
La cibernètica és una especialitat de la robòtica, a l'enginyeria, que tracta dels sistemes de control i de comunicació. Dit d'una altra manera, és la ciència que estudia els fluxos d'energia estretament vinculats a la teoria de control i a la teoria de sistemes.
La cibernètica s'associa a models en què un monitor compara el que passa a un sistema en diferents moments de mostreig amb algun estàndard del que hauria d'estar succeint, i un controlador ajusta el comportament del sistema en conseqüència.

## Etimologia
La paraula cibernètica prové del grec κυβερνητική i significa "art de pilotar un navili", encara que Plató la va utilitzar en La República amb el significat de "art de dirigir als homes" o "art de governar".
En el segle xix, André-Marie Ampère i James Clerk Maxwell van reprendre el sentit polític de la paraula. Però la cibernètica tal com l'entenem avui dia va ser formalitzada per Norbert Wiener en la seva obra Cibernètica o el control i comunicació en animals i màquines (Cybernetics, or control and communication in the animal and machine, 1948) i per uns altres, com William Ross Ashby.

## Visions diverses des de la filosofia
1. Wiener va popularitzar les implicacions socials de la cibernètica, en establir analogies entre els sistemes automàtics com una màquina de vapor i les institucions humanes en la seva obra Cibernètica i societat (The Human Usi of Human Beings: Cybernetics and Society, 1950).
2. La cibernètica, segons l'epistemòleg, antropòleg, cibernetista i pare de la teràpia familiar, Gregory Bateson, és "la branca de les matemàtiques que s'encarrega dels problemes de control, recursivitat i informació".
3. Stafford Beer, filòsof de la teoria organizacional i gerencial, defineix a la cibernètica com "la ciència de l'organització efectiva".